# Alfabet macedoński
Alfabet macedoński (mac. Македонска азбука) – alfabet oparty na cyrylicy, służący do zapisu języka macedońskiego. Składa się z 31 liter.
Macedoński alfabet został ujednolicony w 1945 roku przez komitet utworzony w Socjalistycznej Republic Macedonii po przejęciu władzy przez partyzantów pod koniec II wojny światowej. Alfabet używał tych samych zasad fonemicznych, które stosowali Vuk Karadžić (1787–1864) i Krste Misirkov (1874–1926).
Przed standaryzacją język był zapisywany przez różnych pisarzy w różnych wersjach cyrylicy, na które wpływ miały wczesna cyrylica, ortografia rosyjska, bułgarska i serbska.

## Alfabet
Oto tabela przedstawiająca wielkie i małe litery alfabetu macedońskiego:
| A /a/ | Б /b/ | В /v/ | Г /g/ | Д /d/ | Ѓ /ɟ/ | Е /ɛ/ | Ж /ʒ/ | З /z/ | Ѕ /ʣ/ |

| И /i/ | Ј /j/ | К /k/ | Л /l/ | Љ /ʎ/ | М /m/ | Н /n/ | Њ /ɲ/ | О /ɔ/ | П /p/ | Р /r/ |

| С /s/ | Т /t/ | Ќ /c/ | У /u/ | Ф /f/ | Х /h/ | Ц /ʦ/ | Ч /ʧ/ | Џ /ʤ/ | Ш /ʃ/ |

### Kursywa
Powyższa tabela zawiera drukowaną formę macedońskiego alfabetu; kursywa jest znacznie inna i jest zilustrowana poniżej w wersji małych i wielkich liter.

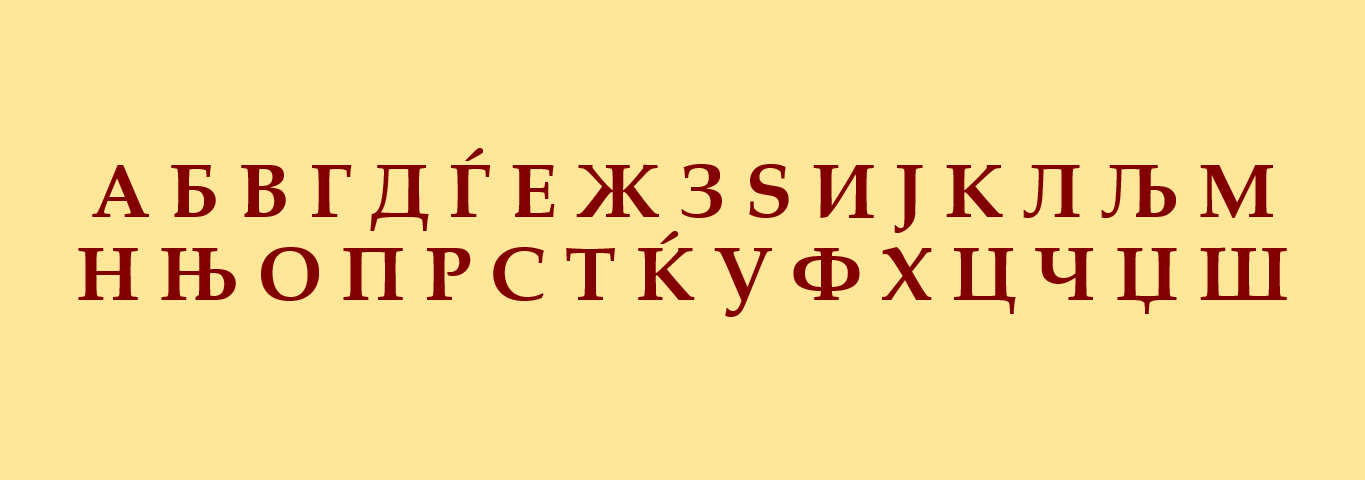
Litery alfabetu macedońskiego

Słowo Македонија ("Macedonia") w macedońskim, zapisane kursywą.